# Військово-музичне управління Збройних сил України

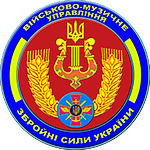
Емблема управління

Військово-музичне управління Збройних сил України — структурний підрозділ Генерального штабу Збройних сил України призначений для планування спеціальної підготовки, організації концертної діяльності, музичного забезпечення державних свят, гарнізонних заходів, підготовки оркестрів до параду військ, військовими оркестрами видів Збройних Сил України, оперативних командувань, проведення військових ритуалів музичного забезпечення прийому офіційних делегацій та заходів, які проводяться за участю Президента України, Міністра оборони України та начальника Генерального штабу — Головнокомандувача Збройних сил України.

## Основні напрямки
Управління аналізує та затверджує репертуар оркестрів, проводить роботу з забезпечення музичними інструментами, нотною літературою, проводить підбір кадрів у структурних підрозділах, готує пропозиції щодо структури і чисельності оркестрів, їх комплектування офіцерами — начальниками оркестрів-військовими диригентами, військовослужбовцями за контрактом на посади — артистів військових оркестрів, планує та проводить всеукраїнські та міжнародні фестивалі.
Військові оркестри Збройних Сил України поділяються на Академічний Зразково-показовий оркестр Збройних сил України, Оркестр Почесної варти полку Президента Міністерства оборони України, оркестри видів Збройних Сил України, оркестри оперативних командувань, оркестри військових навчальних закладів і військових частин.
Як музичні посли, військові музиканти часто представляють Збройні сили України на міжнародних фестивалях в Австрії, Бельгії, Угорщині, Німеччині, Голландії, Данії, Норвегії, Польщі, Румунії, Чехії, Швеції і багатьох інших країнах.

## Історія
На час проголошення незалежності в Україні нараховувалося 129 військових оркестрів. Та з 1991 року половина з них залишилась без диригентів котрі виїхали за кордон. Окрім того слід було налагодити фінансування та організацію музичних підрозділів у складі ЗСУ. Згідно з Директивою начальника Генерального штабу становлення Військово-оркестрової служби Збройних Сил України розпочалося у травні 1992 р. Фундаментуючою її основою стала військово-оркестрова служба Київського військового округу, яка мала на той час вже значний досвід та висококваліфікованих військових музикантів (як то композитор С.Творун та начальник оркестру Г.Кузнєцов).
Першим начальником Військово-оркестрової служби ЗСУ був полковник Геннадій Григор'єв, згодом (з 1995 року) цей пост отримав Володимир Деркач.
У вересні 2012 року було розпочато тотальне скорочення військових оркестрів, окрім столичного оркестру Збройних сил України. Зокрема, окрім Одеси, залишилися без музикантів Сухопутні війська (оркестр дислокується в Чернігові), Військово-морські сили (Севастополь), а також львівська Академія сухопутних військ імені Петра Сагайдачного.
Починаючи з січня протягом 2015 року було сформовано 41 військовий оркестр. Серед іншого було відновлено оркестри, раніше розформовані в складі бригад.

## Репертуар оркестрів
Концепція незалежної України передбачала радикальні зміни у репертуарній політиці та вимагала забезпечення військових ритуалів українським національним музичним матеріалом. В їх відродженні чималу роль відіграли військові диригенти. Перші композиції створювалися на основі спадщини творчості композиторів Михайла Вербицького та Михайла Гайворонського, величезного масиву музики січового стрілецтва, старовинних козацьких маршів. Значні доробки здійснили зокрема Олександр Морозов, Богдан Сапелюк, Анатолій Ткачук та Сергій Войтюк. У 1993 р. створено військово-диригентську кафедру у м. Львів, на базі Відділення військової підготовки при університеті «Львівська політехніка», начальником котрої було призначено майора Ярослава Горбаля. Надалі військово-диригентська кафедра у складі Національної академії Сухопутних військ імені гетьмана Петра Сагайдачного була єдиною в Україні, яка здійснювала підготовку військових диригентів для Збройних Сил, а також інших військових формувань України.

## Військово-музичні центри

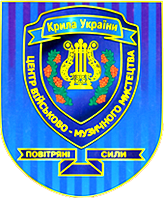
Емблема Центру військово-музичного мистецтва ПСУ

З 2005 року створено п'ять Центрів військово-музичного мистецтва: у Чернігові, Вінниці, Севастополі, Львові та Одесі. До складу Центрів військово-музичного мистецтва ввійшли поряд з духовими оркестрами камерні, естрадні та хореографічні колективи.
У 2012 році Центр військово-музичного мистецтва (м. Львів), згідно з директивою Міністерства оборони «Про уточнення ліміту чисельності Збройних Сил України на 2012», розформовують. З 2013-го також розформовано оркестр Південного територіального Центру військово — музичного мистецтва (м. Одеса).
Після Революції гідності, за нового керівника ВМУ МО В. Дашківського, у країні діяли наступні в/о :
- Заслужений академічний Зразково-показовий оркестр Збройних Сил України (Київ)
- Оркестр почесної варти полку Президента Міністерства оборони України (Київ)
- Військово-музичний центр Сухопутних військ (Чернігів)
- Центр військово-музичного мистецтва Повітряних сил (Вінниця)[4]
- Центр військово-музичного мистецтва Військово-морських сил (Одеса)[5][6][7]
- Оркестр національної академії Сухопутних військ ім. гетьмана Петра Сагайдачного (Львів)
- Військовий оркестр Військової Академії (Одеса)[8]

Військові оркестри забезпечують музичний супровід суспільно-громадських заходів і церемоній, виконання військово-духовими оркестрами творів, призначених для урочистих заходів, зустрічі та проводи іноземних делегацій та інші заходи загальнодержавного масштабу.
3 метою вивчення та використання міжнародного досвіду організації творчої роботи та концертної діяльності, налагодження і розвитку мистецьких зв'язків із зарубіжними творчими колективами Центри військово-музичного
мистецтва також беруть участь у міжнародних фестивалях і конкурсах сучасної військової музики та плац-концертах.

## Керівництво
- Григор'єв Геннадій Миколайович 1991 — 1995;
- Генерал-майор Деркач Володимир Федорович 1995 — 2011
- Полковник Пащенко Віктор Миколайович 2011 — 2014;
- Полковник Дашковський Володимир Анатолійович 2014 — 2023
- Полковник Кішман Ігор Іванович 2023 — по т.ч.